# Pseudostygarctus triangulatus
Pseudostygarctus triangulatus är en djurart som tillhör fylumet trögkrypare, och som beskrevs av McKirdy, Schmidt och McGinty-Bayly 1976. Pseudostygarctus triangulatus ingår i släktet Pseudostygarctus och familjen Stygarctidae. Inga underarter finns listade i Catalogue of Life.